# Бранислав Вељковић
Бранислав Вељковић (Зајечар, 1948) српски је песник, писац кратких прича, мултимедијални уметник (деловао у клокотризму), генерални секретар Удружења књижевника Србије, оперативни уредник Књижевних новина и један од оснивача Адлигата.
Уредник је едиције „Kлокотризам на делу”, KД „Свети Сава”, Београд и уредник библиотеке „12+1”, „Градац”, Рашка.

## Легат Браниславa Вељковићa
Као један од оснивача Удружења за културу, уметност и међународну сарадњу „Адлигат”, донирао је удружењу више од 15.000 публикација, укључујући изузетну колекцију књижевне периодике, многа ретка издања и више хиљада књига са посветама аутора, чиме је основан његов легат.

## Награде и признања
- Награда „Борски грумен”, 1987.
- Награда „Печат кнеза Лазара”, 2014.
- , Браила, Румунија, 2007.
- Награда „Сребрно Перо Русије”, Москва, 2011.